# Fredrik Strand Galta
Fredrik Strand Galta (19 oktober 1992) is een Noors voormalig professioneel wielrenner.

## Carrière
In 2015 werd Galta achter Robin Stenuit tweede in de Memorial Philippe Van Coningsloo.

## Overwinningen
2013
Hadeland GP
2015
2e en 3e etappe Kreiz Breizh Elites
Puntenklassement Kreiz Breizh Elites

## Resultaten in voornaamste wedstrijden
| Jaar | Ronde van Italië | Ronde van Frankrijk | Ronde van Spanje |
| ---- | ---------------- | ------------------- | ---------------- |
| 2016 |                  |                     |                  |

| Jaar | Parijs-Roubaix |
| ---- | -------------- |
| 2016 | opgave         |

## Ploegen
- 2011 –  Team Øster Hus-Ridley (stagiair vanaf 1-8)
- 2012 –  Team Øster Hus-Ridley
- 2013 –  Team Øster Hus-Ridley
- 2014 –  Team Øster Hus-Ridley
- 2015 –  Team Coop-Øster Hus
- 2016 –  Delko-Marseille Provence KTM
- 2017 –  Team Coop-Øster Hus